# 久留米大学病院
久留米大学病院（くるめだいがくびょういん）は、福岡県久留米市にある大学病院。

## 理念
人と地球にやさしい、生命(いのち)を慈しむ医療

## 沿革
- 1928年 - 九州醫學専門學校設立に伴い、久留米市より久留米市立病院の移管を受け、九州醫學専門學校附属病院となる。
- 1943年 - 九州高等醫學専門學校附属病院と改称
- 1950年 - 久留米醫科大學附属病院認可
- 1956年 - 久留米醫科大學廃止に伴い久留米大学医学部附属病院となる。
- 1980年 - 久留米大学病院となる。

## 指定医療
- 高度救命救急センター

## 診療科

### 内科系
- 内科総合外来
- 神経内科
- 精神神経科
- 腎臓内科
- 血液腫瘍内科
- 小児科
- 眼科
- 皮膚科
- 泌尿器科
- 産科
- 婦人科
- 膠原病外来
- 遺伝外来
- ものわすれ外来
- 海外旅行 ワクチン外来
- 感染抑制科外来
- 放射線科外来

### 外科系
- 一般外科総合外来
- 乳腺外科
- 小児外科
- 耳鼻咽喉科頭頸部外科
- 脳神経外科
- 整形外科
- 形成外科
- 顎顔面外科
- 麻酔科

### センター
- がん集学治療センター
- 肝がん治療センター
- 肺がん治療センター
- 消化器病センター
- 循環器病センター
- 呼吸器病センター
- 炎症性腸疾患センター
- 糖尿病センター 内分泌代謝内科
- 歯科口腔医療センター
- 緩和ケアセンター

## 交通アクセス
バス
- JR久留米駅から8番（高専前行き）西鉄バス久留米のバスに乗車し、大学病院停留所で下車。約7分。
- 西鉄久留米駅（西鉄久留米バスセンター）から8番（高専前行き／大学病院行き）のバスに乗車し、大学病院停留所で下車。約15分。
  - JR久留米駅からのバスは構内まで入らず、病院前の県道上に停車する。

自動車
- 県道17号沿い、小森野橋の南側に所在。